# Соколов Олександр Борисович
Олександр Борисович Соколов (рос. Александр Борисович Соколов, нар. 2 березня 1975, Ленінград) — російський науковий журналіст, популяризатор науки. Засновник та головний редактор порталу Антропогенез.ру. Фіналіст премії «Просветитель» в 2015 році. Кандидат фізико-математичних наук. 

## Біографія
Народився в 1975 році у Ленінграді. Закінчив фізико-математичну школу, потім Санкт-Петербурзький державний університет за спеціальністю прикладна математика (з червоним дипломом). Науковий журналіст.